# Les boires del record
Les boires del record (originalment en francès, Les Brumes du souvenir) és un telefilm francès dirigit per Sylvie Ayme, emès per primera vegada a Suïssa el 21 d'abril de 2017 a RTS Un i l'endemà a França, al canal France 3. S'ha doblat al valencià per À Punt, que va emetre'l per primer cop el 15 d'octubre de 2022.
El rodatge va tenir lloc a partir des del 16 de novembre al 14 de desembre de 2016 a Verdun, Bezonvaux i a l'ossari de Douaumont.
L'emissió del telefilm a France 3 va reunir 3.758.000 espectadors a França, cosa que va representar el 16,5% de quota de pantalla.

## Sinopsi
Jean Mercier, alcalde de la ciutat fantasma de Bezonvaux, apareix assassinat. La investigació va a càrrec de Clara Merisi, capitana de la policia criminal del Servei Regional de Policia Judicial de Nancy. In situ, compta amb el suport de la gendarmeria de Verdun, però també de François Gilbert, antropòleg forense i historiador destinat a l'ossera de Douaumont. És ell qui, pocs dies després, desenterra, prop de l'escena del crim, el cadàver d'una dona la mort de la qual, certament, no es remuntava a la Gran Guerra, sinó als anys vuitanta. Enmig d'aquesta zona poblada pels fantasmes del camp de batalla, aquest crim després del descobriment d'aquesta dona morta, trenta anys després de la seva desaparició, ve a explicar una història senzilla, al costat de la gran història, la d'una família.

## Repartiment
- Gaëlle Bona: capitana de policia Clara Merisi
- David Kammenos: François Gilbert
- Mhamed Arezki: Guillaume Barot
- Didier Flamand: Bertrand Gilbert
- Pascal Elso: coronel de policia Mirande
- Robert Plagnol: Fred, marit de la Clara
- Marie-Christine Barrault: Alice Blondel, la propietària del castell
- Jean-Marie Frin: Jean Mercier, l'alcalde de Bezonvaux
- Catherine Davenier: Andréa, l'hostaler
- Olivier Saladin: Alban Prevost